# Centro histórico de São Paulo

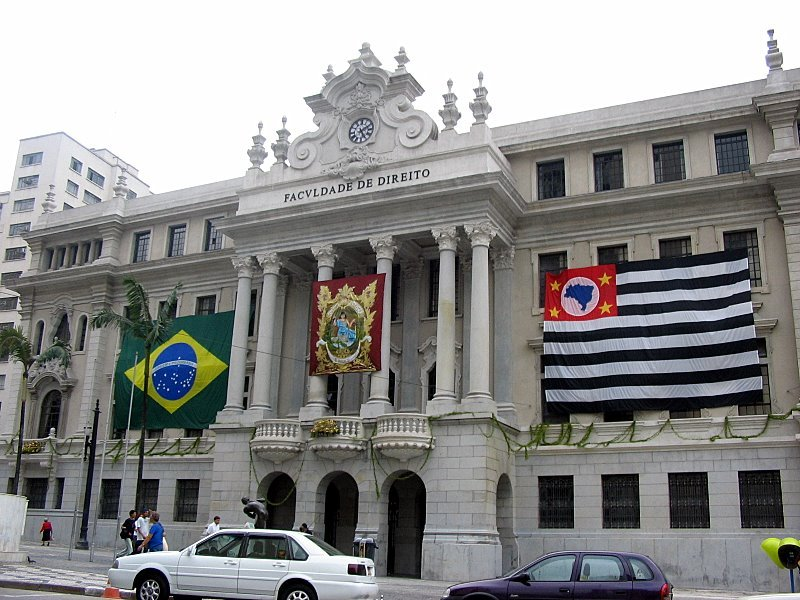
La facultad de derecho de la USP - Universidad de São Paulo.

Palácio das indústrias (antigua alcaldía), diseño del arquitecto italiano Domiziano Rossi, de arquitectura ecléctica e inaugurado en la década de 1920.

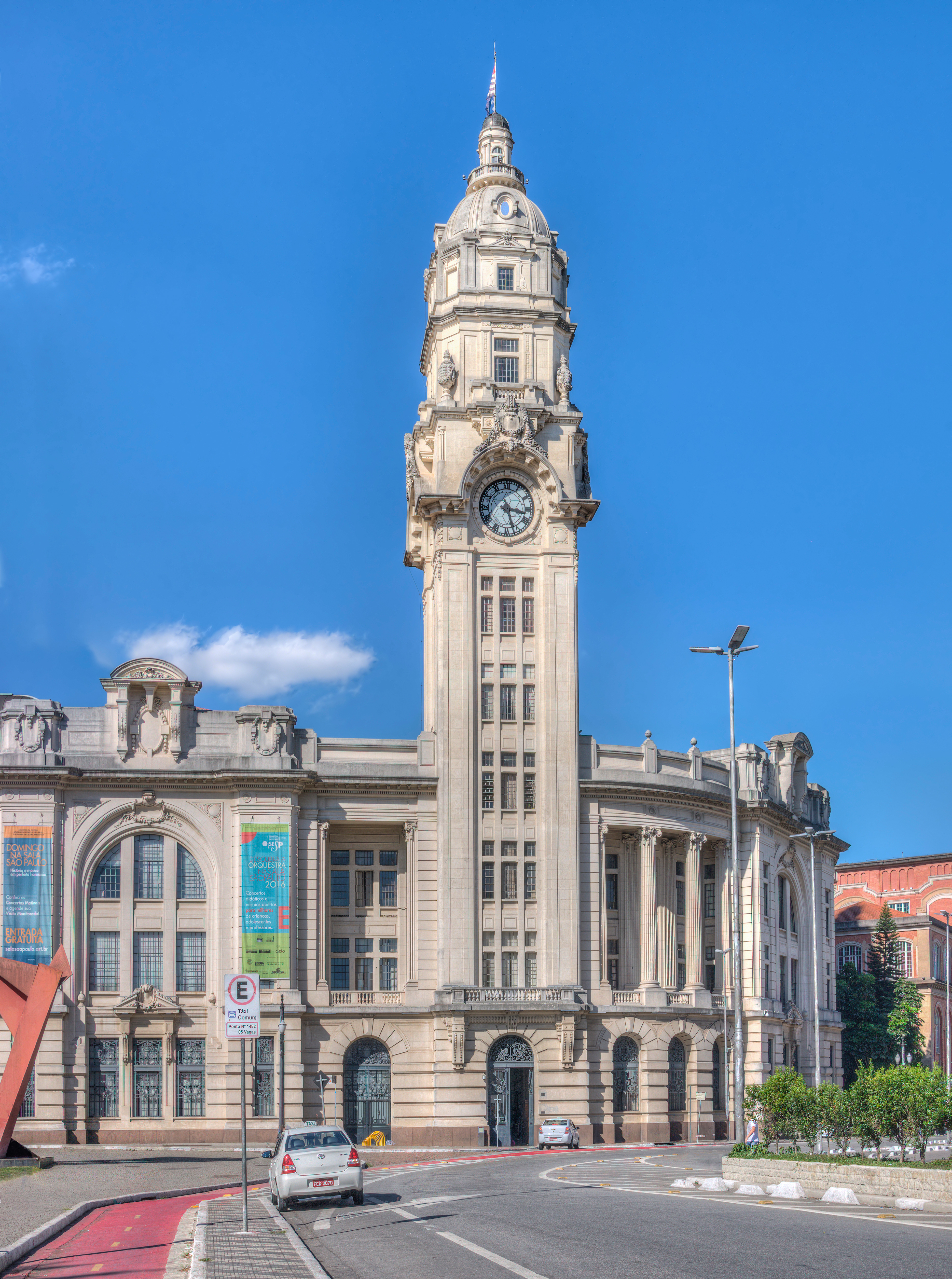
Estação Júlio Prestes.

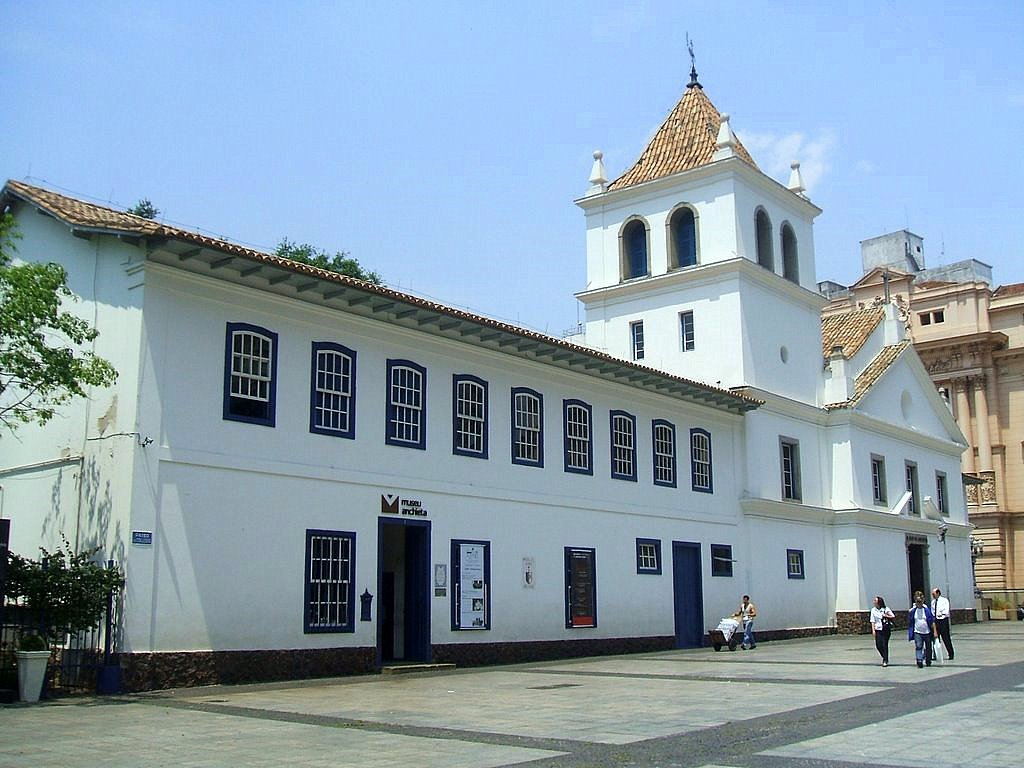
Pátio do Colégio.

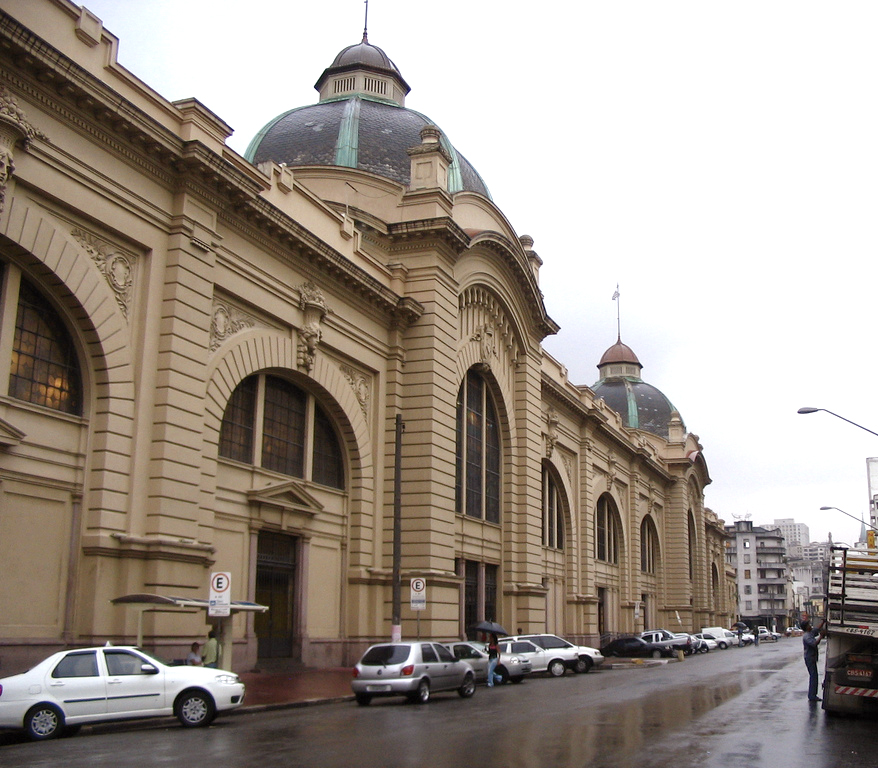
Mercado Municipal de São Paulo.

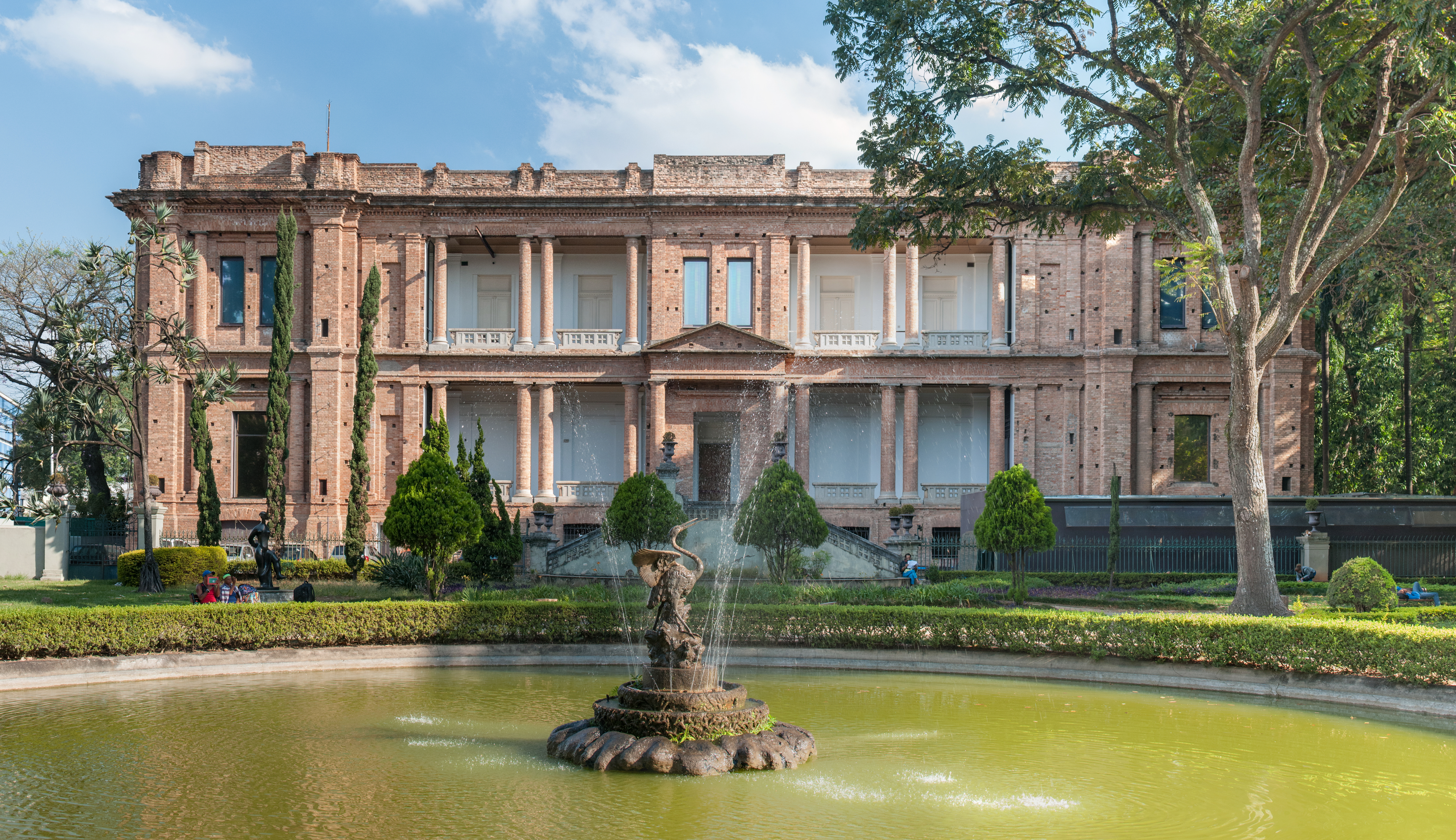
Pinacoteca do Estado de São Paulo.

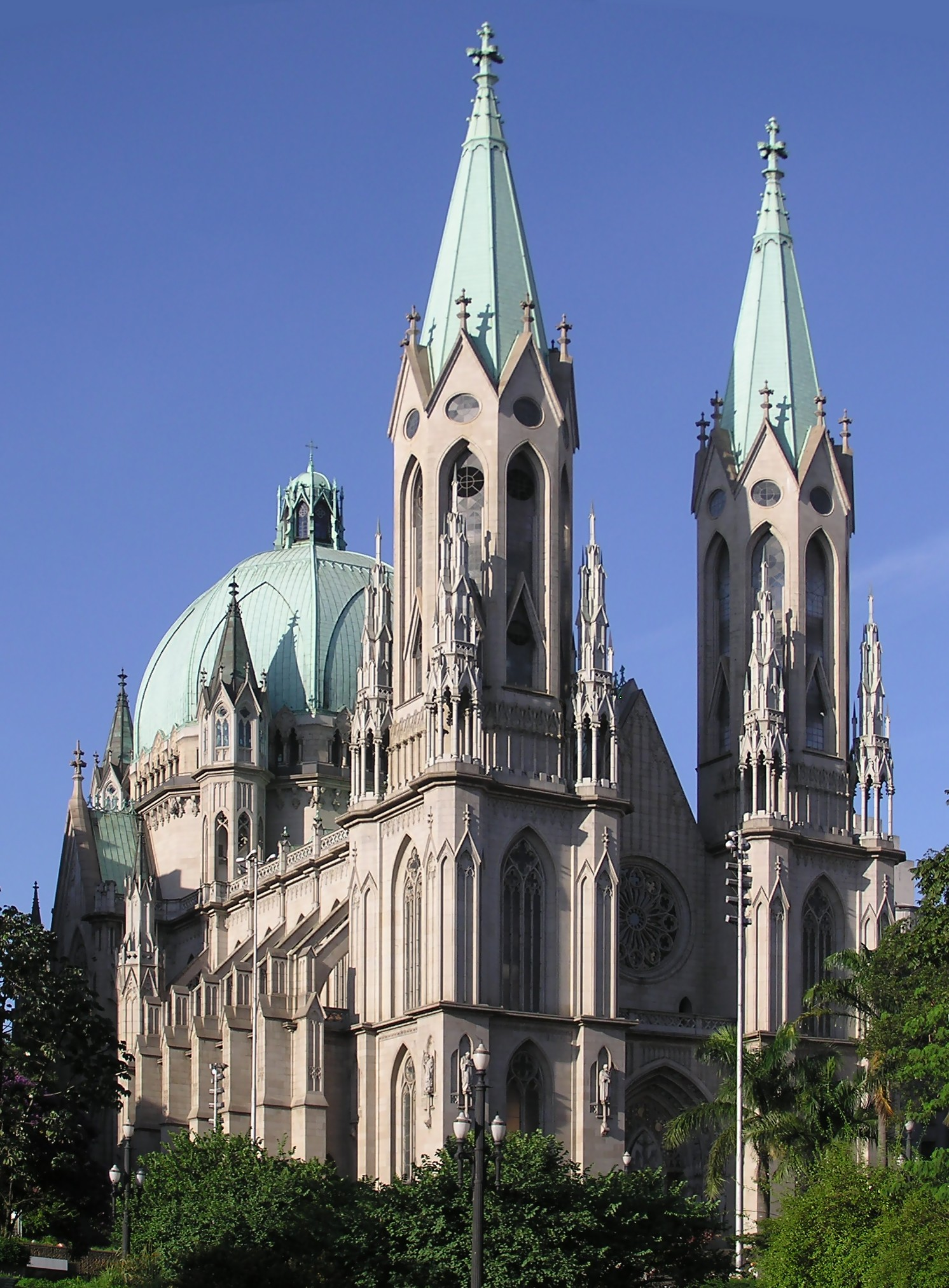
Catedral de la Sé.

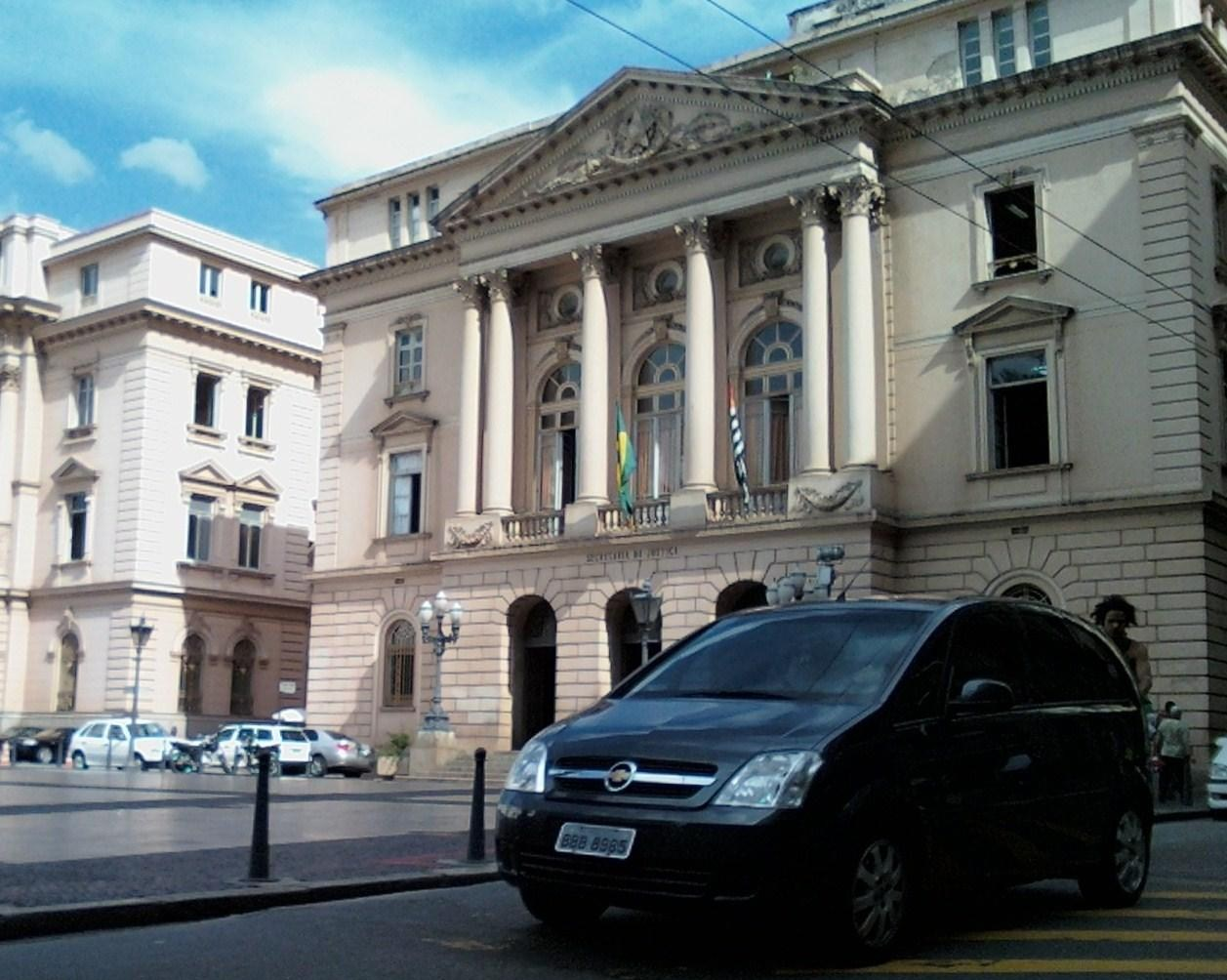
Uno de los edificios del Departamento de Justicia del Estado de São Paulo.

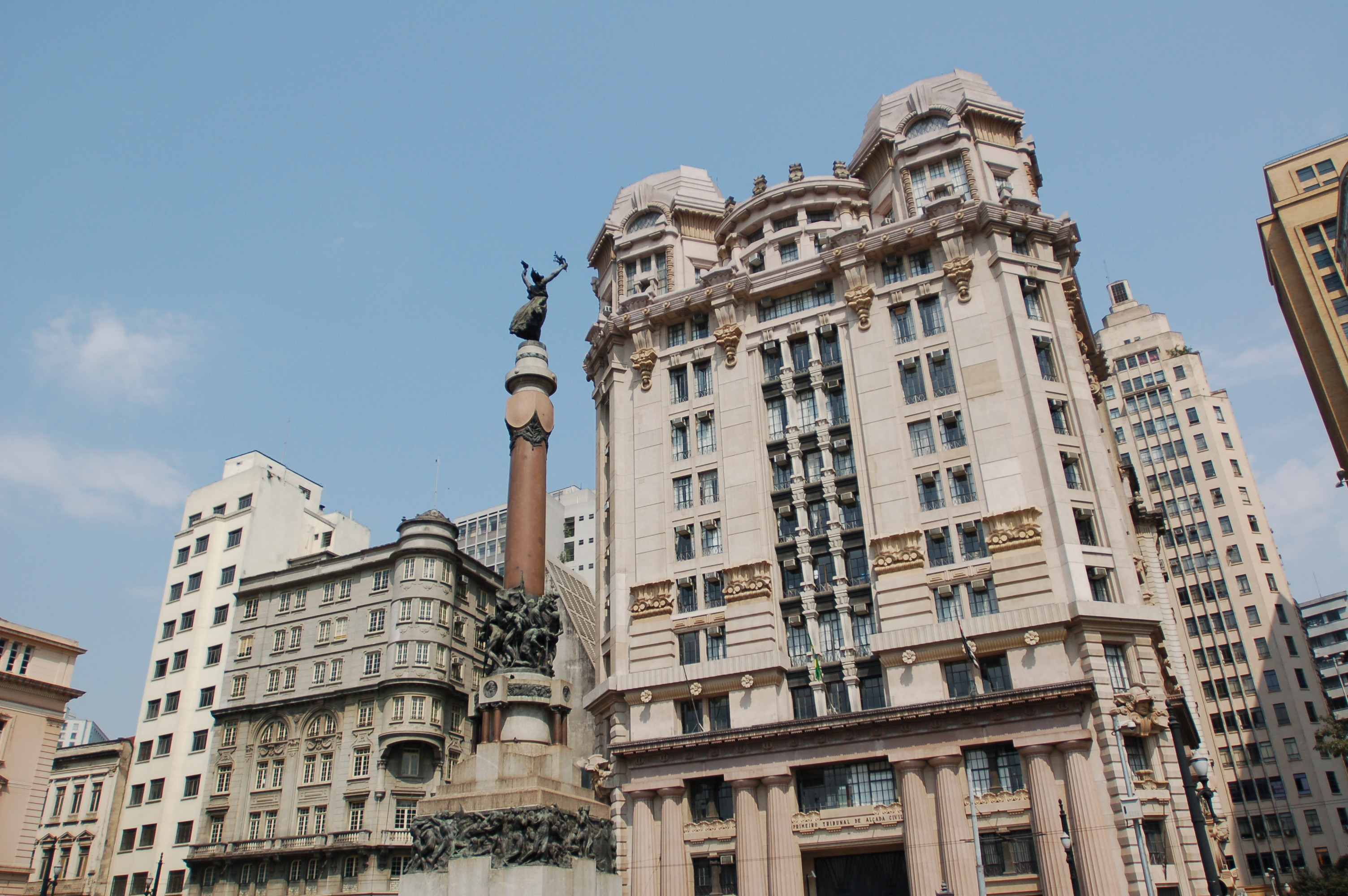
Monumento Glória Imortal aos Fundadores de São Paulo.

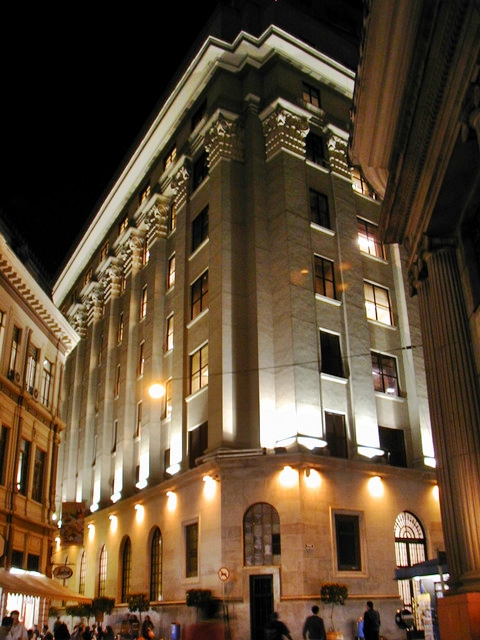
Bovespa Bolsa de Valores del Estado de São Paulo.

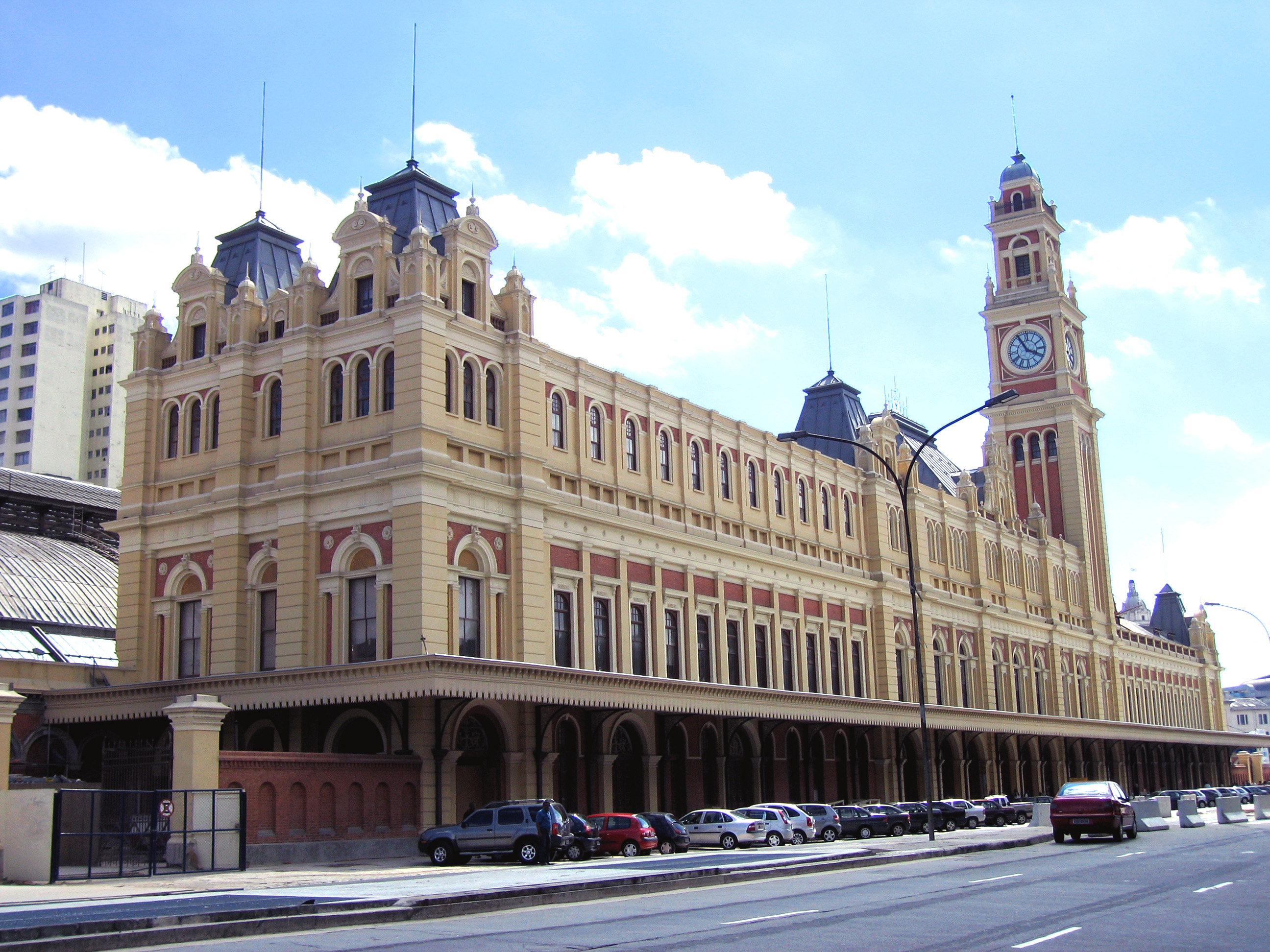
Estação da Luz.

El Centro Histórico es la parte más antigua de la ciudad de São Paulo, Brasil. Es también donde se encuentra la mayor parte de la historia de la ciudad, tales como el Pátio do Colégio donde se fundó la ciudad en el 25 de enero de 1554.
En esta región se encuentran muchos centros culturales, bares, restaurantes, museos, oficinas municipales y del gobierno estatal, además, gran parte de los puntos de interés turístico de la ciudad y otras construcciones Históricas. También es donde, desde 2002, se ubica la Alcaldía de São Paulo en el encuentro de la Calle "Rua Líbero Badaró" con el  "Viaduto do Chá" y el Vale do Anhangabaú. 

## Cultura
En esta región están ubicados algunos de los más importantes centros de cultura de la ciudad tales como:
- "Museu Padre Anchieta": Es una construcción colonial inspirada en el colegio jesuítico fundado por los padres José de Anchieta y Manuel da Nóbrega (los fundadores de la ciudad de São Paulo), en este local hay una pequeña iglesia y parte de la construcción original del antiguo colegio que generó la pequeña y pobre "Vila de São Paulo de Piratininga" en el año 1555 y que más de 300 años después generó la gran metrópolis de los días actuales. En la parte externa de la construcción hay el monumento "Gloria Imortal aos Fundadores de Sâo Paulo".

- "Solar da Marquesa"Muy cercana del "Patio do Colégio" se trata de la antigua residencia de la marquesa de Santos en la ciudad, una mujer que fue muy importante en la época del Imperio de Brasil y que tuvo relaciones amorosas con el Emperador Pedro I de Brasil

- "Centro Cultural Banco do Brasil": Inaugurado en 21 de abril de 2001 y ubicado en uno edificio histórico del 1901 en el encuentro de las calles "Rua Alvares Penteado" y "Rua da Quitanda", alberga exposiciones temporarias además de tener su propio acervo de arte. El edificio, de arquitectura clásica, tiene también su propia sala de cine.

- "Teatro Municipal de São Paulo": Su inauguración en 1911 protagonizó la primera congestión de tránsito de la historia de la ciudad de São Paulo, el edificio fue diseñado por la oficina de Ramos de Azevedo y está inspirado en la Opera de París. A lo largo de su historia recibió renombrados grupos de ballet, cantantes internacionales de ópera, shows de MPB, noches de entrega de premios y fue el lugar donde se celebró la semana de arte moderno del 1922, en la que la cultura brasileña logró independizarse rompiendo sus lazos con el modelo europeo.

- "Estação da Luz" y "Museu da Lingua Portuguesa": Inaugurada en el 1901, fue la principal estación de llegada hacia São Paulo para los cientos de miles de inmigrantes europeos (más que todo italianos): totalmente importado de Inglaterra (la parte metálica y los ladrillos), el edificio de estilo arquitectónico típicamente inglés actualmente se encuentra bajo la administración de la CPTM siendo la principal estación para transferencia de usuarios entre las líneas de trenes-metropolitanos de la empresa y los trenes de las líneas 1 e 4 del metro de São Paulo.En el mismo edificio se encuentra el "Museu da Lingua Portuguesa" un espacio de cultura (como si fuera un museo) con variados recursos tecnológicos siendo el idioma portugués, sus acentos, sus palabras, sus influencias y sus más grandes referencias son su tema central.

- "Pinacoteca do Estado de São Paulo": En el edificio de construcción jamás terminada, se encuentra uno de los museos más importantes y valiosos de la ciudad, tiene muestras permanentes de obras de importantes artistas brasileños y extranjeros como Auguste Rodin, Pedro Américo y Benedito Calixto, entre otros muchos.

- "Museu de Arte Sacra": En uno edificio de arquitectura colonial portuguesa está ubicado una importante colección de arte sacro (católica), además también hay un monasterio construido por el primero santo católico brasileño, el "Frei Galvão", en este monasterio fueron encontrados cuerpos sepultados de monjas momificados.

- "Sala São Paulo" y "Estação Júlio Prestes": En el histórico edificio de la antigua estación de trenes sorocabana, hoy renombrado para Estación Julio Prestes, está ubicada una de las salas de conciertos más modernas del mundo inaugurada en el 1998 después de estar por muchas décadas olvidada.

## Tiempos de decadencia
El centro histórico de São Paulo fue también el principal distrito financiero de la ciudad hasta aproximadamente la década de 1960 cuando muchas empresas empezaron a trasladar sus sedes hasta otros distritos de la ciudad, o a para los nuevos centros financieros que empezaban a sugir, el gobierno del Estado de São Paulo también decidió abandonar la región y transferir su sede para el "Palacio dos bandeirantes" en el barrio de Morumbi (Zona Sur), comenzó a producirse un proceso de vaciamiento y degradación de la región, las principales consecuencias fueron: el aumento de las tasas de delincuencia, economía informal, actos de vandalismo, falta de inversión privada en nuevos inmuebles, devaluación del patrimonio histórico, y la especulación inmobiliaria.
Con el empeoramiento de la calidad de vida en el lugar la mayoría de las clases media y alta, además de artistas e intelectuales que vivían en la región también comenzaron a trasladarse a los mejores barrios, y esto contribuyó a empeorar la situación del Centro histórico.

## Economía
Aunque hoy ya no sea el principal ni el único centro financiero de la ciudad, la región del centro Histórico sigue teniendo una gran influencia en la economía de la ciudad, ya sea por sus miles de tiendas de comercio especializado, por sus grandes torres de oficinas, por tener la sede de grandes empresas de Brasil como la del "Grupo Votorantim" (uno de los mayores grupos empresariales de Brasil), por tener la alcaldía de la ciudad, o por más que todo, por albergar en el encuentro de las calles "Rua XV de Novembro" y "Rua Alvares Penteado" una de las más grandes y más importantes bolsa de valores de la actualidad, la "Bovespa", que jamás salió del Centro Histórico de la ciudad, incluso en los tiempos de su degradación.
En la región hay calles comerciales especializado en los más variados tipos de productos, tales como las calles: "Rua 25 de Marzo" (electrónicos y otros), "Rúa Santa Ifigénia" (electrónicos, celulares, computadoras, etc), "Rua Paula Souza" (productos para restaurantes), "Rua São Caetano" (vestido de novias y productos para bodas, "Rua José Paulino" (ropas de la moda con bajo costo).

## Revitalización[1]

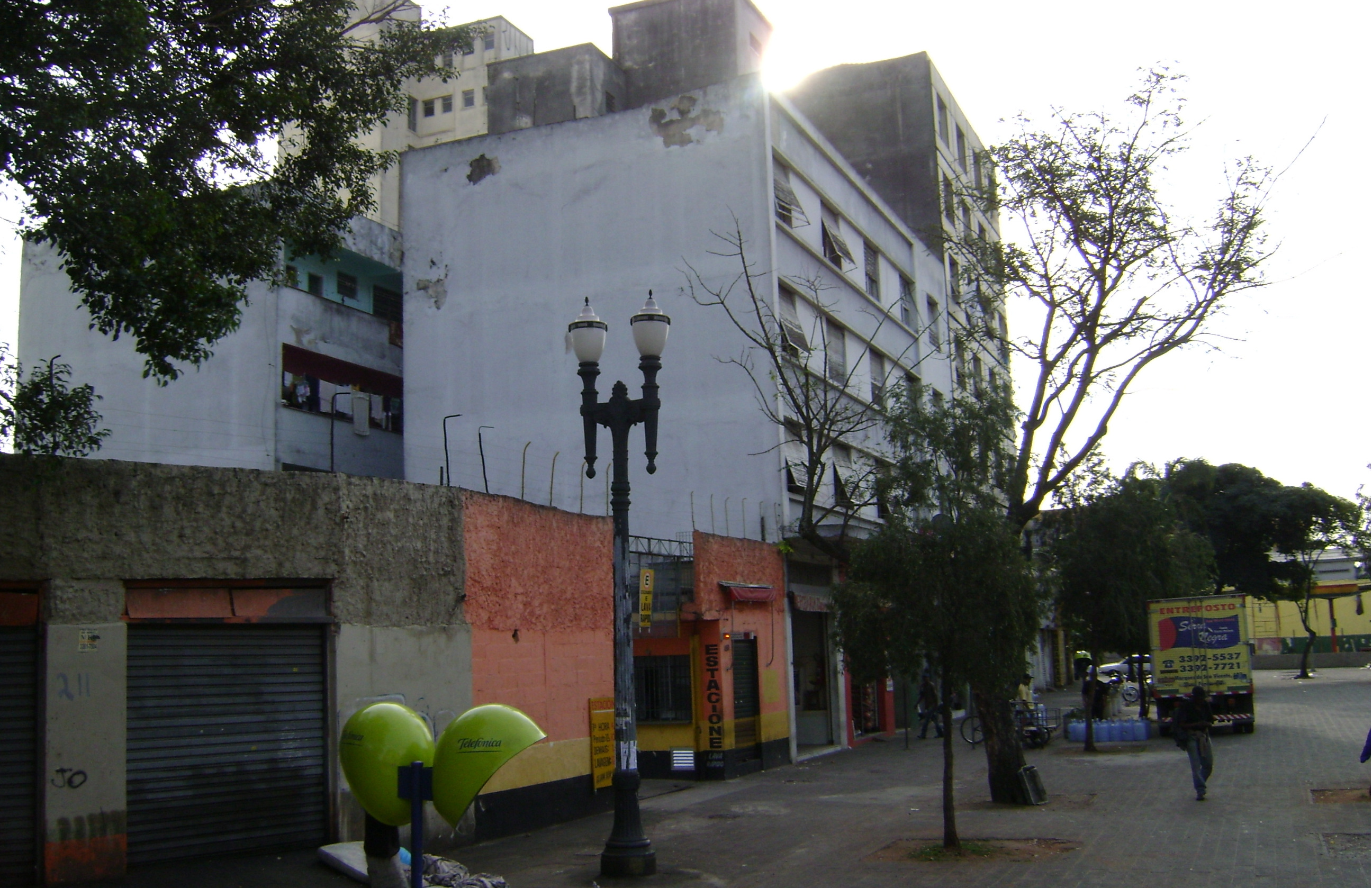
Imagen del centro de São Paulo.

Al inicio de la década de 1990 comenzaron a sugir las primeras intenciones por parte de organizaciones sociales que trataban de recuperar social, economía, turística y culturalmente el sector, estos movimientos sociales tenían por fin despertar la conciencia del gobierno y de la población de que no se podía simplemente ignorar todo lo que el llamado "centro antiguo" podría ofrecer desde su historia y cultura hasta la parte de infraestructura urbana, que es considerada la mejor de la ciudad, con:
- 7 estaciones de metro
- Varias líneas de autobuses
- Calles y avenidas que facilitan el acceso a cualquier área de la ciudad.
- Proximidad con algunos de los principales hospitales de la ciudad.
- Estaciones de trenes
- Colegios y universidades públicas y privadas de gran prestigio.

Se inició en el año 2009 una nueva forma de vigilancia de los espacios públicos para esta zona de la ciudad, denominada Alianza por el centro histórico (en portugués:"Aliança pelo Centro histórico") que incluye esfuerzos de la prefectura de la ciudad, junto a la ONG "Asociación viva o Centro" y una parte de las empresas privadas de la región que tiene como objetivo proporcionar calidad total de servicios públicos (como seguridad, iluminación limpieza de calles y plazas) y otros más.
La nueva línea del Metro de São Paulo (línea 4- Amarela), tendrá su inicio en la "Estação da Luz", y otra estación más en la "Praça da República".

## Locales de destaque

### Principales rascacielos
- Edificio Martinelli
- Edificio Italia
- Edificio Altino Arantes
- Edificio Copan
- Edificio Andraus
- Edificio Mercantil Finasa
- Edificio Grande São Paulo

### Construcciones históricas
- Pátio do Colégio
- Mercado Municipal de São Paulo
- Faculdade de Direito do Largo São Francisco
- Estação da Luz
- Viaduto do Chá
- Viaduto Santa Ifigênia
- Ladeira da Memória
- Edificio Matarazzo
- Solar da Marquesa

### Iglesias y Monasterios
- Mosteiro de São Bento
- Catedral da Sé
- Mosteiro da Luz
- Igreja do Rosário dos Homens Pretos
- Igreja de São Francisco
- Igreja de Santo Antônio
- Igreja de Santa Ifigênia

### Museos
- Museu da Lingua Portuguesa
- Museu Banespa
- Museu de Arte Sacra
- Museu do Telefone
- Museu do Tribunal de Justiça de São Paulo
- Museo Padre Anchieta
- Estação Pinacoteca

### Teatros
- Theatro Municipal de São Paulo
- Teatro itália

### Centros Culturales
- Centro Cultural Banco do Brasil
- Pinacoteca do Estado de São Paulo
- Caixa Cultural
- Sala São Paulo
- SESC 24 de maio
- SESC do carmo
- Estação Pinacoteca
- Centro Cultural Banco do Brasil
- Solar da Marquesa

### Parques
- Parque da Luz
- Parque Dom Pedro II
- Vale do Anhangabaú
- Praça Roosevelt
- Largo do Arouche
- Largo São Bento
- Largo do Paissandú
- Praça da Sé